# Добрица Милутиновић
Добрица Милутиновић (Ниш, 11. септембар 1880 — Београд, 18. новембар 1956) био је српски глумац.

## Биографија
Рођен је у Нишу 11. септембра (30. августа по јулијанском календару) 1880.
Детињство и рану младост је провео у Крагујевцу.
Први позоришни ангажман је имао у нишком позоришту "Синђелић" јануара 1898. Покушавао је да пређе у Нови Сад, али је одбијен као туберкулозан. У децембру 1898. је ангажован у Београду. Био је један од најталентованијих и најомиљенијих глумаца, члан Народног позоришта у Београду од 1899. до смрти. У пуној стваралачкој снази био је између два светска рата. Поводом 40-годишњице глумачког рада, у октобру 1937, одликован је Орденом Светог Саве III степена. Наследни прстен му је предат 24. фебруара 1939. (→ Добричин прстен) Још за живота, децембра 1939, откривена је његова биста у вестибилу Нишког народног позоришта.
Био је ожењен глумицом Јеленом Милутиновић, рођеном Петковић (1877-1935), затим од 1938. својом домаћицом Меланијом Остојић.

### Глумачке особине
Захваљујући ретком уметничком темпераменту, свом изгледу и гласу играо је херојске и романтичне улоге у позоришту, које су му донеле велико поштовање и популарност. Глумио је Ромеа, Дон Карлоса, Отела, Уријела, Хајдук Вељка, Максима Црнојевића, Цара Душана, Миткета у Коштани. Спада у глумце који су текст изговарали громким гласом, са великим патосом, а то је тада био обичај. Његов глас је снимљен и сачуван и налази се у фонотеци Музеју позоришне уметности Србије. Такође, у савремено доба издата је и лонгплеј плоча са преснимцима његових архивских звучних записа на плочама од 78 окретаја.

## Награда Добричин прстен
Године 1937, поводом 40-годишњице рада, додељен му је прстен који се, у истоветној копији, од 1980. додељује као престижна награда за животно дело српским глумцима и носи име Добричин прстен.
Позориште у Сремској Митровици 1974. године добило је назив „Добрица Милутиновић" и редовно уз "Добричин прстен" додељује плакету са његовим ликом и именом лауреату ове награде.

## Филмографија
|      | Назив                           | Улога                      | Напомена                                                |
| ---- | ------------------------------- | -------------------------- | ------------------------------------------------------- |
| 1911 | Карађорђе                       | Јанко Катић                |                                                         |
| 1911 | Улрих Цељски и Владислав Хуњади | Владислав Хуњади           | кратки филм                                             |
| 1947 | Живјеће овај народ              | Ђед Вук                    |                                                         |
| 2015 | Радиовизија                     | Добрица Милутиновић (глас) | Телевизијска серија, епизода Говори Добрица Милутиновић |